# Hyalomma

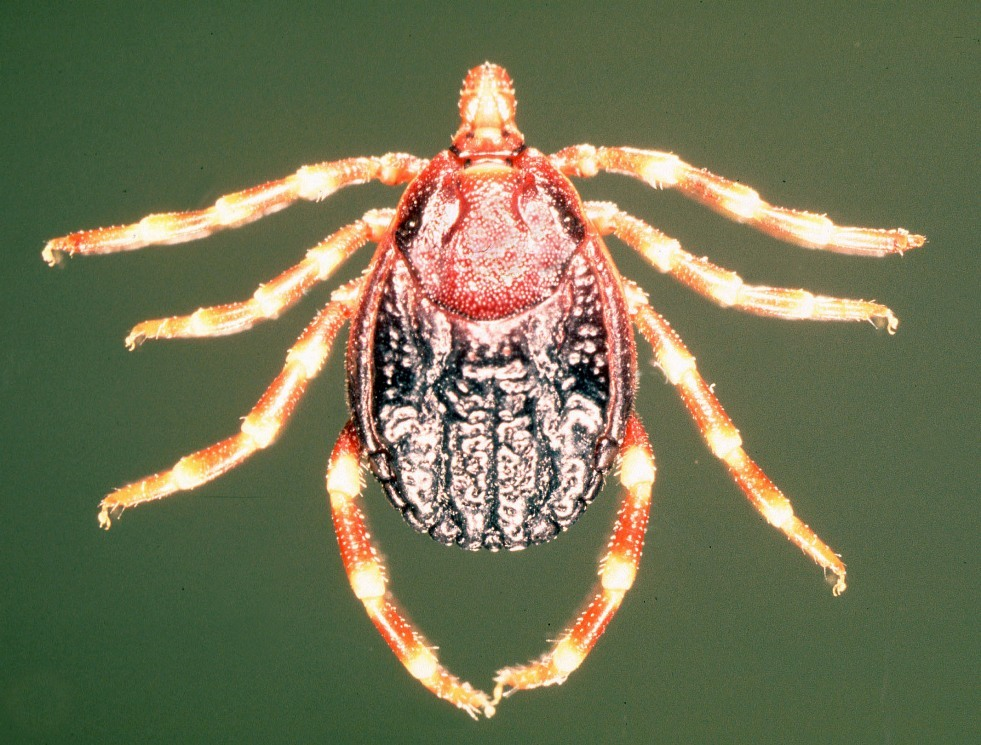
Samica H. rufipes

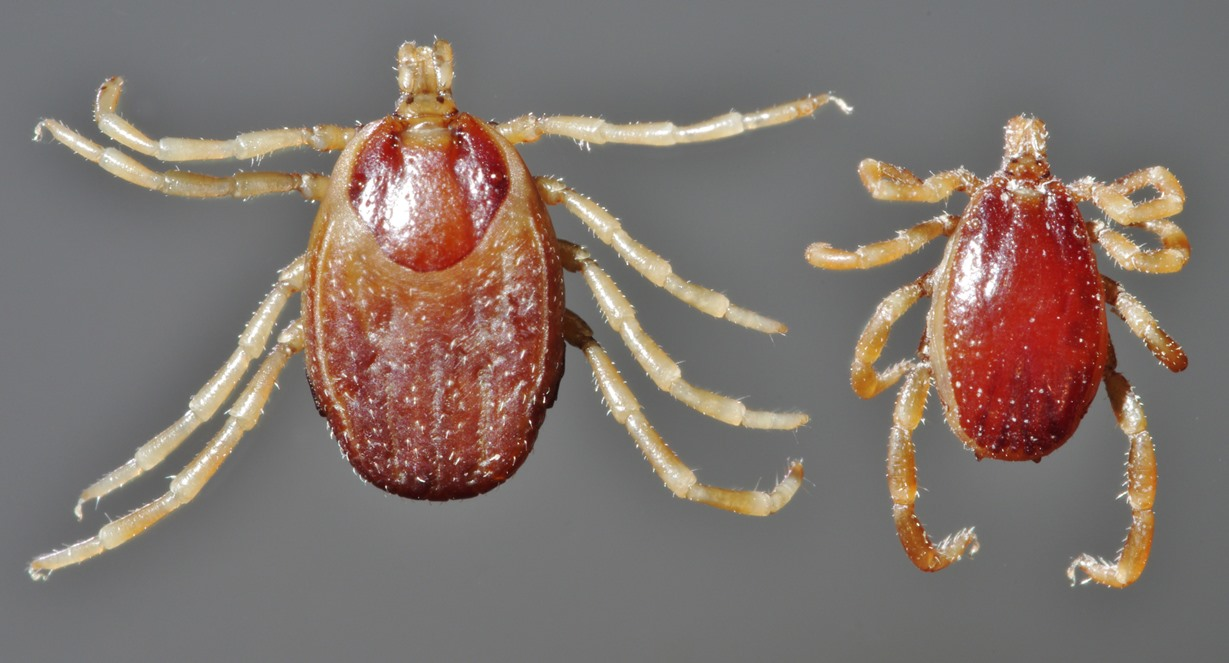
Samica (po lewej) i samiec (po prawej) H. anatolicum

Hyalomma – rodzaj roztoczy z rzędu kleszczy i rodziny kleszczowatych.
Kleszcze z tego rodzaju mają dobrze rozwinięte oczy, o kształcie kulistym lub eliptycznym. Idiosoma może mieć jedenaście festonów, z których część z nich może być połączona lub mogą być całkiem nieobecne. Przetchlinki mają kształt przecinkowaty. Odnóża kroczne wielu gatunków mają obrączki lub podłużne pasy na o emaliopodobnym ubarwieniu. Pierwsza para odnóży ma rozdwojone biodra i małą ostrogę na grzbietowej stronie goleni. Nogogłaszczki mają człon nasadowy o spodzie w formie sześciokątnej płytki, a drugi człon krótszy niż dwukrotność długości członu trzeciego. U samców występuje od 2 do 4 par tarczek analnych, 1 para tarczek adanalnych, 1 para tarczek dodatkowych; tarczki subanalne mogą występować w liczbie 1 lub 2 par lub być całkiem nieobecne.
Stadia młodociane żerują na małych zwierzętach, natomiast osobniki dorosłe preferują duże ssaki. Po wykryciu potencjalnego gospodarza kleszcze aktywnie ruszają w jego kierunku i mogą za nim podążać nawet przez 100 metrów.
Takson ten wprowadzony został w 1844 roku przez Carla Ludwiga Kocha. Wyróżnia się w jego obrębie 27 opisanych gatunków:
- Hyalomma aegyptium Linnaeus, 1758
- Hyalomma albiparmatum Schulze, 1919
- Hyalomma anatolicum Koch, 1844
- Hyalomma arabica Pegram, Hoogstraal & Wassef, 1982
- Hyalomma asiaticum Schulze and Schlottke, 1930
- Hyalomma brevipunctata Sharif, 1928
- Hyalomma dromedarii Koch 1844
- Hyalomma excavatum Koch, 1844
- Hyalomma franchinii Tonelli-Rondelli, 1932
- Hyalomma glabrum Delpy, 1949
- Hyalomma hussaini Sharif, 1928
- Hyalomma hystricis Dhanda & Raja, 1974
- Hyalomma impeltatum Schulze & Schlottke, 1930
- Hyalomma impressum Koch 1844
- Hyalomma isaaci Sharif, 1928
- Hyalomma kumari Sharif, 1928
- Hyalomma lusitanicum Koch, 1844
- Hyalomma marginatum Koch 1844 – kleszcz wędrowny
- Hyalomma nitidum Schulze, 1919
- Hyalomma punt Hoogstraal, Kaiser & Pedersen, 1969
- Hyalomma rhipicephaloides Neumann, 1901
- Hyalomma rufipes Koch, 1844
- Hyalomma schulzei Olenev 1931
- Hyalomma scupense Schulze, 1919
- Hyalomma somalicum Tonelli-Rondelli, 1935
- Hyalomma truncatum Koch 1844
- Hyalomma turanicum Pomerantsev, 1946